# La Bouëxière
La Bouëxière település Franciaországban, Ille-et-Vilaine megyében. Lakosainak száma 4602 fő (2022. január 1.). La Bouëxière Liffré, Châteaubourg, Acigné, Dourdain, Marpiré, Servon-sur-Vilaine és Val-d’Izé községekkel határos.

## Népesség
A település népességének változása:
| Lakosok száma | 1965 | 2667 | 3027 | 3916 | 4121 | 4296 | 4447 | 4526 | 4546 | 4602 |
|               | 1968 | 1982 | 1990 | 2006 | 2013 | 2015 | 2017 | 2019 | 2020 | 2022 |